# TLA Entertainment Group
TLA Entertainment Group és una corporació privada amb seu a Filadèlfia, Pennsilvània. Va ser fundada l'any 1981.
Originalment formada per operar una sala de cinema de repertori, la companyia es va traslladar posteriorment a vendes per catàleg i en línia, botigues minoristes, festivals de cinema i distribució de pel·lícules. El catàleg va començar com un negoci de venda per correu pornogràfica i va créixer fins a incloure també pel·lícules i llibres no pornogràfics gais i lesbianes i pel·lícules convencionals.

## Història
TLA significa Theatre of the Living Arts. Ara és una sala de concerts, es va fundar com a grup de teatre experimental a la dècada de 1960 sota la direcció d'Andre Gregory (de My Dinner with Andre).
El grup incloïa Danny DeVito, Judd Hirsch, Sally Kirkland i Ron Leibman que van actuar exclusivament al Theater of the Living Arts de South Street a Filadèlfia. A mitjans i finals dels anys 60, el finançament per al Teatre s'estava esgotant i el teatre es va convertir en una sala de cinema on es mostrava una barreja eclèctica de pel·lícules clàssiques i estrangeres.
El 1981, els socis fundadors de TLA Entertainment Group (Raymond Murray, Claire Brown-Kohler, Alex Roberts i Roman Czenchtuch)
va conèixer i després va dirigir el teatre. Durant els sis anys següents, el TLA va ser una sala de cinema d'art de repertori. A més, durant quatre d'aquests sis anys, els socis van dirigir una petita casa d'art de primera gestió, la Roxy Screening Room, també situada al centre de Filadèlfia.
El Theater of the Living Arts ja no està afiliat a TLA Entertainment Group.
El 30 de gener de 2014 Sterling Genesis International de la ciutat de Nova York va adquirir l'empresa. G. Sterling Zinsmeyer es va convertir en president del grup.
IEl 2015, la companyia va llançar el servei de transmissió de vídeo Dekkoo.

## Botigues de vídeo
El 1985, es va obrir la primera botiga de vídeos al costat del Theater of the Living Arts. Les botigues es van expandir en una cadena, i el 2005 hi havia quatre botigues a Filadèlfia i una a Nova York. (La botiga de Nova York es trobava en un edifici ocupat anteriorment per la 8th St. Playhouse.) A partir del 2007, les botigues van començar a tancar, amb la botiga de Nova York tancant primer, seguida de les ubicacions de Chestnut Hill i Society Hill el 2009, i la ubicació de Rittenhouse Square el 2011. El magatzem final, TLA Bryn Mawr va romandre oberta fins a l'octubre de 2012.

## Venda en línia
TLA Entertainment Group va llançar el lloc web TLAvideo l'any 1997. El lloc ven DVD i llibres per a gais i lesbianes, independents nord-americans, internacionals, de Hollywood i pornogràfics.

## Festivals de cinema
El 1994, el president de TLA Entertainment Group, Raymond Murray, va iniciar el Festival Internacional de Cinema Gai i Lesbià de Filadèlfia.
El 2001, TLA Entertainment Group va assumir la direcció del Festival de Cinema Mundial de Filadèlfia, ara anomenat Festival de Cinema de Filadèlfia. El festival de dues setmanes mostra més de 100 llargmetratges d'arreu del món. Per tal de finançar millor aquests esdeveniments, l'agost de 2001 TLA Entertainment Group els va separar i va crear la Philadelphia Film Society sense ànim de lucre.

## Distribució de pel·lícules
TLA Releasing és la divisió de llicències de TLA Entertainment. Se centra en l'adquisició de drets de distribució de pel·lícules internacionals, independents i gais i lesbianes a les sales de cinema i en DVD i VHS. TLA Releasing estrena dues pel·lícules al mes per al mercat de l'entreteniment domèstic. El catàleg de pel·lícules es pot adquirir en línia.